# هارالد كريستنسن
هارالد كريستنسن (بالدنماركية: Harald Christensen)‏ هو دراج دنماركي، ولد في 9 أبريل 1907 في كولدنغ في الدنمارك، وتوفي في 27 نوفمبر 1994 في كوبنهاغن في الدنمارك.

## وصلات خارجية
- هارالد كريستنسن على موقع أرشيف الدراجات (الإنجليزية)
- هارالد كريستنسن على موقع أوليمبيديا (الإنجليزية)